# Hermanitos del Buen Pastor
La Congregación de los Hermanitos del Buen Pastor (oficialmente en latín: Congregatio Parvorum Fratrum Boni Pastoris) fue una congregación religiosa católica laical, de vida apostólica y de derecho pontificio, fundada por el religioso irlandés Mathias Barrett en Albuquerque (Estados Unidos), en 1941. En 2015 desapareció, al fusionarse con la Orden Hospitalaria de San Juan de Dios. Los religiosos de este instituto eran conocidos como hermanitos del Buen Pastor y posponían a sus nombres las siglas B.G.S.

## Historia
La congregación fue fundada el 19 de enero de 1941, en Albuquerque, en el estado de Nuevo México (Estados Unidos), por el religioso irlandés Mathias Barrett, quien primero había sido hospitalario de San Juan de Dios y después siervo del Paráclito. Habiendo dejado estas congregaciones, Barrett quiso dar inicio a un nuevo instituto de hombres dedicados a la asistencia de los ancianos, los enfermos mentales y los sacerdotes en retiro.
El 3 de marzo de 1961, la sociedad fue aprobada, como instituto secular laical de derecho diocesano, sin embargo, el 23 de octubre de 1965, los miembros del instituto comenzaron a tener vida en común, por lo que los estatutos cambiaron para dar a paso a una congregación religiosa. El 29 de junio de 1983, fue elevada al rango de congregación pontificia, mediante decretum laudis del papa Juan Pablo II. En 1904, con permiso del papa Pío X, manteniendo la forma de congregación laical, algunos religiosos de la Orden pudieron acceder a la ordenación sacerdotal.
El 19 de enero de 2015, la congregación pasó a formar parte de la Orden Hospitalaria de San Juan de Dios, dejando de ser independiente y convirtiéndose en una provincia, con el nombre de provincia norteamericana del Buen Pastor.

## Organización
La Congregación de los Hermanitos del Buen Pastor era una congregación religiosa católica, laical, internacional, centralizada, de vida apostólica y de derecho pontificio. El gobierno estaba a cargo de un superior general.
Los hermanitos del Buen Pastor se dedicaban a la atención de los ancianos, especialmente sacerdotes. Al tiempo de la unión con la Orden hospitalaria (2015), el instituto contaba con unos 30 religiosos (4 de ellos sacerdotes) y 9 comunidades, presentes en Canadá, Estados Unidos, Irlanda, Haití y Reino Unido.